# 白浜の化石漣痕

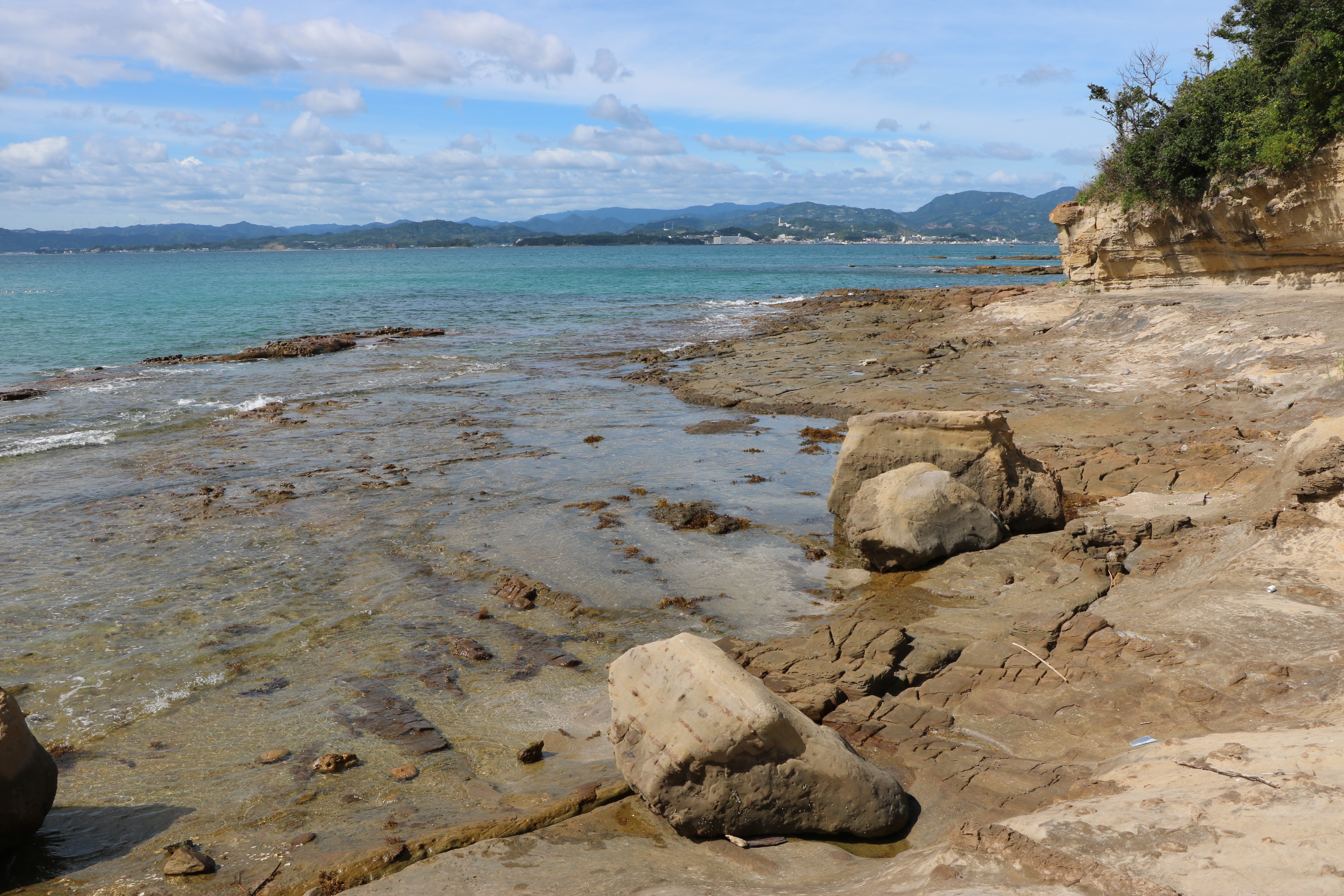
白浜の化石漣痕。天然記念物指定エリアの海岸線。2019年8月12日撮影。

白浜の化石漣痕（しらはまのかせきれんこん）は、和歌山県西牟婁郡白浜町江津良（えづら）にある、国の天然記念物に指定された漣痕（リプルマーク 英: ripple mark）である。
化石漣痕とは、浅い海底の砂の表面に漣（さざなみ）の波痕ができ、その痕跡が乱されないうちに粘土質などの被膜に覆われることによって、波痕がそのまま地層として残され、その後の隆起や侵食より覆われていた粘土質が剥がされ、再び波痕の地層面が現れたものであり、「波の化石」や「漣痕の化石」とも呼ばれている。国の天然記念物に指定された化石漣痕は日本国内に3件あり、白浜の化石漣痕はそのひとつである。

## 解説

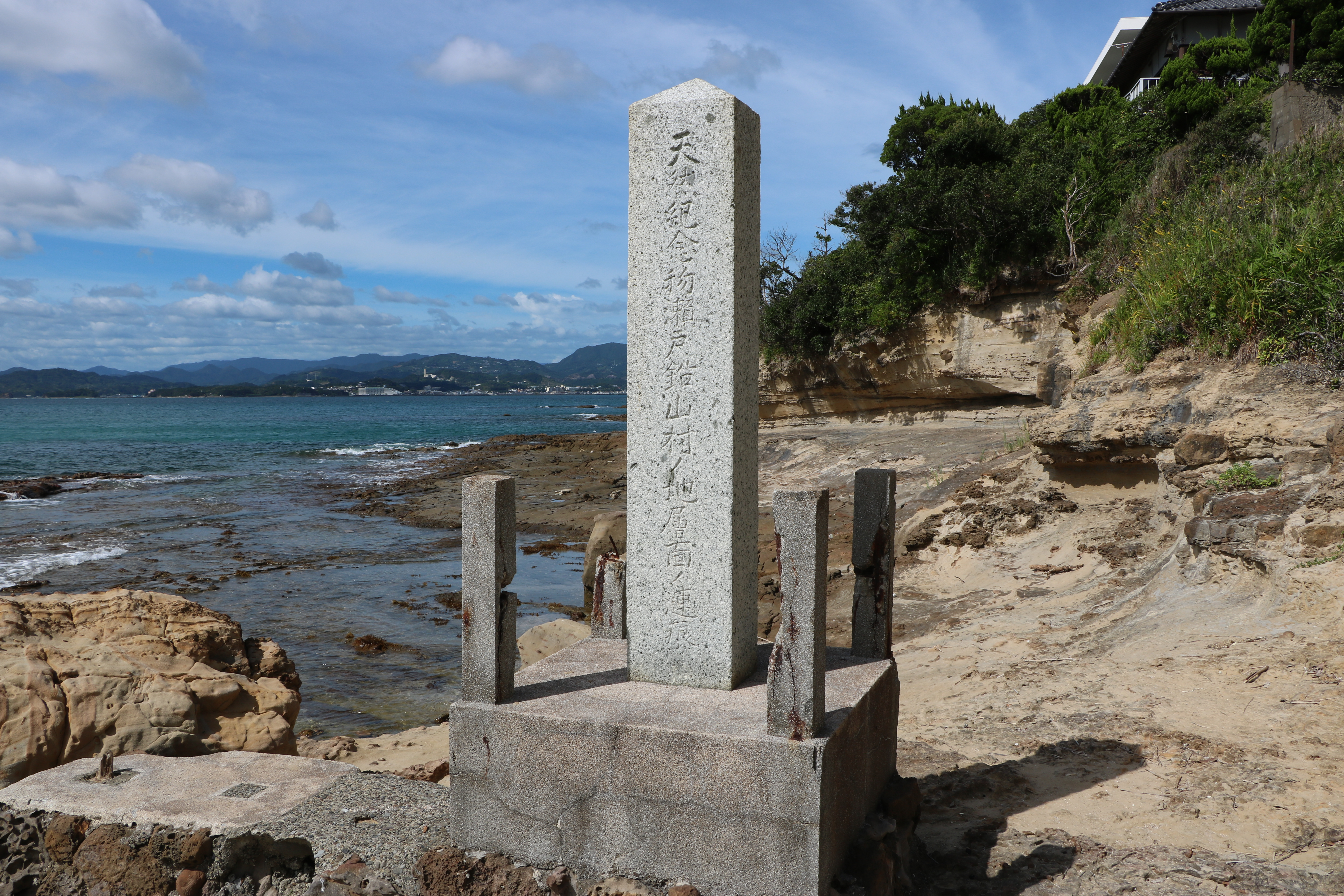
白浜の化石漣痕天然記念物指定石碑。
碑文には指定当時の名称である、瀬戸鉛山村ノ地層面ノ漣痕の文字が彫られている。2019年8月12日撮影。

白浜の化石漣痕は和歌山県西牟婁郡白浜町の北寄りに位置する田辺湾に面した、江津良地区の阪田鼻から田尻浜にかけた「江津良浜」と呼ばれる海岸線にある。夏期には海水浴場になる江津良浜は、汀線に沿って新生代新第三紀鮮新世の砂岩および砂質泥岩が露出しているが、白浜の化石漣痕はこの砂質泥岩の中に含まれており、これらの化石漣痕は約1000万年前、あるいは約1500万年前に形成されたものと考えられている。なお、化石漣痕という名称ではあるものの、波や水流によってできた痕跡を化石に例えているものであって厳密な意味での化石ではない。
化石漣痕は日本国内各地に見られるが、白浜の化石漣痕はその中でも漣痕の形状が顕著なものとして1931年（昭和6年）2月20日に、当地の当時の村名である瀬戸鉛山村（せとかなやまむら）を冠した瀬戸鉛山村ノ地層面ノ漣痕の名称で国の天然記念物に指定され、同村が1940年（昭和15年）3月に町制施行し白浜町と改称された同年8月30日に、今日の指定名である白浜の化石漣痕へ名称変更された。
白浜町が設置した解説版は江津良浜の西端にあるが、天然記念物指定当時に設置された石碑および化石漣痕の露頭は江津良浜の東端にある。指定地域は白浜町大阪田3700番地および白浜町越口3699番地先より406の1番地先に至る浜地、並びに朔望満潮線より100メートル以内の海面と定められており、指定管理者は白浜町である。
化石漣痕のような水底にできる漣痕はその成因により3タイプあり、主に水流によって形成される「水流漣痕」、主に波運動など振動によって形成される「波漣痕」、これら2つの複合型の「干渉漣痕」がある。このうち水流漣痕は水流の速度や水底の深さによって、形成される漣痕の形状が直線状であったり曲がりのあるものなど、形状がさまざまに変化することが水路を使った実験で明らかにされており、白浜の化石漣痕は頂部と溝部の形状が直線状に見えることから、比較的流速の速い浅い海で形成されたものと考えられている。
白浜の化石漣痕の波長は7-10ミリメートル  、波高は1ミリメートル内外の小さいものであるが、江津良浜東側の砂岩の中には漣痕の確認できる岩が34枚もあり、その北東方向にある阪田鼻から小丸島付近にかけた海蝕台付近には、岩の幅が1メートルを越す化石漣痕が見られる。

## 交通アクセス
所在地
- 和歌山県西牟婁郡白浜町3700[4]。

交通
- 紀勢自動車道南紀白浜インターチェンジより車で15分[8]。
- JR紀勢本線白浜駅より車で15分[8]。